# Cercanías Sevilla
Renfe Cercanías Sevilla es el servicio ferroviario de trenes interurbanos entre la ciudad de Sevilla, su área metropolitana y las principales poblaciones de la Provincia de Sevilla. Está operado por la división de Renfe Cercanías de Renfe sobre la infraestructura de Adif. 
Está formado por 5 líneas, 254 km de vías férreas y 37 estaciones (2 de ellas fuera de servicio: Fábrica de Pedroso y Arenillas) que dan servicio a Sevilla, los pueblos del valle del Guadalquivir y la zona norte de la comarca del Aljarafe. En 2023 la red movió 8.799.500 millones de viajeros. Siendo la segunda red de cercanías con más usuarios de toda Andalucía, por detrás de Málaga, que transportó a 16.066.000 pasajeros en el año 2023.

## Vías y material móvil
Está operado por Renfe sobre vías de Adif de las siguientes líneas:
- Circunvalación ferroviaria de Sevilla.
- Ramal ferroviario de la Cartuja procedente de la línea Sevilla-Huelva.
- Línea Sevilla-Cádiz, entre Sevilla y Lebrija.
- Línea Alcázar de San Juan-Sevilla, entre Lora del Río y Sevilla.
- Línea Mérida-Sevilla, entre Cazalla de la Sierra y Sevilla.
- Línea Sevilla-Huelva, entre Sevilla y Benacazón.

Los trenes de la red circulan por líneas de vía doble electrificada a excepción del tramo entre Los Rosales y Cazalla-Constantina, que es de vía única no electrificada y el tramo entre las estaciones de Camas y Benacazón que es de vía única electrificada.
El parque móvil de la red está formado por trenes Civia 465 y 464 para las líneas C-1, C-2, C-4 y C-5, trenes de la serie 598 para la línea C-3 y algunas unidades de la serie 446 para la línea C-5.

## Líneas y estaciones

### Línea C-1 Lora del Río - Sevilla Santa Justa - Lebrija
La línea usa las vías de las líneas Alcázar de San Juan-Sevilla entre Lora del Río y Sevilla y la línea Sevilla-Cádiz hasta Lebrija, compartiéndolas con trenes de Renfe Media Distancia con destino Cádiz, Córdoba, Jaén, Málaga o Almería y con trenes de largo recorrido con destino Cádiz o Barcelona.
| Lora del Río - Sevilla - Utrera - Lebrija |
| Lora del Río · Guadajoz · Los Rosales · Cantillana · Brenes · El Cáñamo · La Rinconada · Sevilla-Santa Justa · San Bernardo · Virgen del Rocío · Jardines de Hércules · Bellavista · Dos Hermanas · Cantaelgallo · Utrera · Las Cabezas de San Juan · Lebrija |

La línea es de doble vía electrificada en su totalidad y circulan mayoritariamente unidades Civia 465.
No todos los trenes recorren la línea en su totalidad, en hora punta se refuerzan la mitad sur o la mitad norte de la línea con trenes que arrancan o finalizan su recorrido en Sevilla-Santa Justa. La frecuencia en hora punta es de 15 minutos.
Está prevista la construcción de un nuevo apeadero llamado “Casilla de los Pinos”, el cual se encuentra en proyecto.

### Línea C-2 Sevilla-Santa Justa - Cartuja
Es una línea que aprovecha una infraestructura ya existente, el ramal de la Cartuja que parte de la línea Sevilla-Huelva. Cuenta con las estaciones ya existentes de Estadio Olímpico y Cartuja a las que se ha añadido la nueva estación de San Jerónimo que enlaza con la línea C-5. La línea es íntegramente de doble vía electrificada de ancho ibérico. La línea C-2 es explotada con 1 tren 446, dando una frecuencia de paso de 1 hora a lo largo de todo el día. Sus horarios son 30 circulaciones los días laborables y 14 circulaciones los fines de semana en total en ambos sentido.
| Sevilla-Santa Justa - Cartuja                                   |
| Sevilla-Santa Justa · San Jerónimo · Estadio Olímpico · Cartuja |

El 2 de diciembre de 2011 se inauguró de forma provisional la línea entre las estaciones de Santa Justa y Estadio Olímpico (sin efectuar parada en la estación de San Jerónimo) para dar servicio al Estadio Olímpico de la Cartuja con motivo de la final de la Copa Davis celebrada en Sevilla entre los días 2 y 4 de dicho mes. La línea fue finalmente inaugurada el 20 de febrero.

### Línea C-3 Sevilla-Santa Justa - Cazalla-Constantina
Usa las vías de la línea Sevilla-Mérida, coincidiendo con la C-1 entre Sevilla y Los Rosales. Comparten vía con trenes de Renfe Media Distancia con destino Cáceres. La línea carece de electrificación a partir de Los Rosales, por lo que circulan por ella trenes de la serie 598.
| Sevilla-Santa Justa - Cazalla-Constantina |
| Sevilla-Santa Justa · La Rinconada · El Cáñamo · Brenes · Cantillana · Los Rosales · Tocina \| Alcolea del Río \| Villanueva del Río y Minas \| Pedroso \| Cazalla-Constantina |

### Línea C-4 Circular
La línea circular C-4 conecta los barrios del este de la capital con el resto de la red. Usa la circunvalación ferroviaria de Sevilla y parte de la línea Sevilla-Cádiz. Es una línea con doble vía electrificada y dispone de una frecuencia de 30 minutos a lo largo del día. Es de carácter urbana, ya que no abandona el término municipal de Sevilla, y es la primera por la que empezaron a circular los trenes Civia 462 que se incorporaron al parque móvil de este núcleo. En octubre de 2010 se eliminó uno de los sentidos de circulación, manteniéndose sólo el sentido horario. Antes de esta fecha, uno de los sentidos funcionaba durante todo el día, funcionando el otro sentido sólo en las horas punta de los días laborables en horario de invierno.
| Circular                                                                                         |
| Sevilla-Santa Justa · San Bernardo · Virgen del Rocío · Padre Pío-Palmete · Palacio de Congresos |

Es una línea de ferrocarril, por tanto, muy peculiar al no ser usual que una línea de cercanías, metro o tranvía circular, funcione en un sentido pero no en el inverso.
La C-4 tiene 18 km de longitud y se recorre completamente en 22 minutos. Funciona con una unidad Civia Civia 465. Está previsto un nuevo apeadero que conecte con Metro de Sevilla en la futura estación Guadaíra, pendiente del futuro desarrollo urbanístico de los terrenos aledaños. También está prevista la construcción de tres nuevos apeaderos “El Pitamo”, “Buen Aire” e “Infanta Elena”.

### Línea C-5 Dos Hermanas - Sevilla-Santa Justa - Benacazón
La línea C-5 usa las vías de las líneas Sevilla-Cádiz entre Dos Hermanas y Sevilla-Santa Justa y la línea Sevilla-Huelva hasta Benacazón, compartiéndolas con trenes de Renfe Media Distancia con destino Cádiz, Córdoba, Jaén, Huelva, Málaga, Granada o Almería y con trenes de largo recorrido con destino Cádiz, Madrid o Barcelona.
| Dos Hermanas - Sevilla-Santa Justa - Benacazón |
| Dos Hermanas ·Bellavista · Jardines de Hércules · Virgen del Rocío · San Bernardo · Sevilla-Santa Justa · San Jerónimo · Camas · Valencina-Santiponce · Salteras · Villanueva del Ariscal-Olivares · Sanlúcar la Mayor · Benacazón |

Línea de doble vía electrificada hasta la estación de San Jerónimo (donde conecta con la línea C-2) y de vía única electrificada hasta Benacazón. Circulan unidades 446. Su frecuencia de paso en hora punta es de 40 minutos.
La línea fue inaugurada el 27 de marzo de 2011.
En otoño de 2015 se amplió la línea con estación terminal en Jardines de Hércules. El 3 de febrero de 2025, se amplió la línea por el extremo sur hasta Dos Hermanas, si bien solo seis trenes diarios por sentido alcanzan la estación.

## Futuro de la red
En el tramo propio de la línea C-4 está proyectada la construcción del apeadero de “Guadaira” y en fase de estudio la construcción de “Buen Aire”, “Infanta Elena”, y “El Pítamo”.
Por otro lado, también se encuentra en proyecto la creación de la C-6, desde Santa Justa hasta el aeropuerto, usando el ramal de la C-4.
La ampliación de la línea C-2 hasta “Blas Infante” que servirá de conexión con la L-1 del Metro de Sevilla , se encuentra en fase de estudio. Además, hay colectivos reivindican la ampliación de esta línea hasta Coria del Río, una de las poblaciones con más habitantes de la provincia de Sevilla. 
En las líneas C-1, C-4, C-5, se encuentra en fase de estudio la construcción de un nuevo apeadero llamado “Pineda”, el cual daría servicio al barrio de Los Bermejales, y al nuevo Hospital de Emergencia Covid-19, antiguamente conocido como Hospital Militar Vigil de Quiñones.

## Últimas inauguraciones
- Julio de 2004: Inauguración de la línea circular C-4.
- Septiembre de 2010: Ampliación de la línea C-1 hasta "Las Cabezas de San Juan" y "Lebrija".
- Febrero de 2011: Añadido el apeadero "El Cáñamo" a las líneas C-1 y C-3.
- Marzo de 2011: Inauguración de la línea C-5 al Aljarafe Norte.
- Enero de 2012: Instalación de tornos en las estaciones y apeaderos.
- Febrero de 2012: Inauguración de la línea C-2 a la Isla de la Cartuja.
- Noviembre de 2015: Inauguración de la estación "Jardines de Hercules" en las líneas C-1 y C-5.
- Febrero de 2025: Ampliación de la línea C-5 de Cercanías Sevilla hasta Bellavista y Dos Hermanas.